# Колльбах (приток Фильса)
Колльбах (нем. Kollbach) — река в Германии, протекает по Нижней Баварии (земля Бавария). Речной индекс 17462. Площадь бассейна реки составляет 274,18 км². Длина реки 42,63 км. Высота истока 458 м. Высота устья 334 м.